# Klášter Raitenhaslach
Klášter Raitenhaslach je bývalé cisterciácké opatství v Bavorsku, nedaleko města Burghausen v diecézi Pasov. V roce 1803 byl zrušen a do dnešních dnů se zachovala jen zhruba polovina budov původního klášterního areálu.

## Historie

### Od počátků do zrušení v roce 1803
Klášter založil v roce 1143 hrabě Wolfker von Wasentegernbach se svou ženou Hemmou. Mniši, v čele s opatem, který se jmenoval Gero, přišli z cisterciáckého kláštera Salem. Mniši zde měli ideální podmínky pro zemědělství, a klášter se tedy brzy stal zcela hospodářsky soběstačným. V 15. století se klášterní kostel stal pohřebištěm vévodů z Burghausenu. Klášter byl několikrát rozšiřován a přestavován, přičemž ale byla zachována dispozice "ideálního cisterciáckého kláštera", která přetrvala až do zrušení opatství v rámci sekularizace v roce 1803.
Po sekularizaci kláštera došlo k razantním zásahům do klášterního areálu, který byl téměř z poloviny zbořen. Konventní kostel se stal farním, část budov byla adaptována na pivovar a část k soukromému bydlení.

### Pokus o obnovení kláštera v roce 1946
Do Raitenhaslachu se po odsunu z Československa v roce 1946 uchýlil opat kláštera v severočeském Oseku, Eberhard Harzer. Pojal úmysl klášter obnovit, s tím aby v něm mohli žít osečtí cisterciáci německého původu, kteří byli rovněž odsunuti z Československa. Pokus však skončil krachem a mniši se později usadili v bývalém zámečku v Langwadenu, který si adaptovali pro své potřeby a kde žije mnišský konvent dodnes. Opat Harzer však v Raitenhaslachu zůstal, a zemřel zde v roce 1949. V bývalém klášterním (nyní farním) kostele je i pohřben.

### Současnost
Areál kláštera v současné době patří Technické univerzitě v Mnichově, která zde zřizuje vědecké a studijní centrum. Za tím účelem je klášter nyní v rekonstrukci.